# West Flagler
West Flagler (precedentemente chiamata West Little Havana) è un quartiere di Miami in Florida (Stati Uniti d'America), attraversato da Flagler Street, con una popolazione nel 2010 di 31.407 abitanti.

## Geografia
Si trova approssimativamente localizzato a sud del Tamiami Trail (U.S. Route 41/South Eighth Street) ed a sud della North Seventh Street, tra la Florida State Road 9 (West 27th Avenue) ad est e LeJeune Road (West 42nd Avenue) ad ovest.

## Società
Secondo i dati del 2000, West Flagler aveva una popolazione di 41.012 residenti, con 14.810 nuclei famigliari e 10.490 famiglie residenti nel quartiere.

Il reddito medio per abitazione era di 26.176,70 $. La composizione razziale era del 90,73% di ispanici e latino americani, 1,15% di persone di colore, 7,61% di bianchi non ispanici e lo 0,49% di altre razze.